# Nhan Huệ Khánh
Nhan Huệ Khánh (tiếng Trung:顏惠慶; Yan Huiqing: Yên Huệ Khanh, còn được gọi là Nguyễn Huệ Khanh hay đơn giản là Khánh Nguyễn ; 2 tháng 4 năm 1877 – 24 tháng 5 năm 1950) là một nhà ngoại giao và chính trị gia người Trung Quốc phục vụ dưới thời nhà Thanh, nhà Thanh. Trung Hoa Dân Quốc và Cộng hòa Nhân dân Trung Hoa. Ông giữ danh hiệu Tiến sĩ Nho học trong bộ máy hành chính của triều đình. Đáng chú ý, ông từng giữ chức vụ Thủ tướng và sau đó là Tổng Thống Trung Hoa Dân Quốc trong một thời gian ngắn trong những năm 1920, và không lâu trước khi qua đời, ông trở thành thành viên của Ủy ban Toàn quốc của Hội nghị Hiệp thương Chính trị Nhân dân Trung Quốc.

## Tiểu sử
Nhan Huệ Khánh là người gốc Thượng Hải và tốt nghiệp Đại học Virginia (nơi ông học khoa học chính trị, nhận giải thưởng và huy chương tranh luận, và được bầu vào Phi Beta Kappa), ông đã dạy tiếng Anh tại Đại học St. John's, Thượng Hải trong một thời gian ngắn sau đó. trở về từ Hoa Kỳ, nơi ông trở thành Hội Tam điểm, và sau đó đến Bắc Kinh để bắt đầu sự nghiệp chính trị của mình. Năm 1906, ông trở thành biên tập viên của Nhà xuất bản Thương mại, nhận bằng Tiến sĩ văn học. từ Đại học Peiyang (nay là Đại học Thiên Tân) và danh hiệu Tiến sĩ Nho học trong nền công vụ của triều đình, và được bổ nhiệm vào Bộ Giáo dục Hoàng gia.
Ông từng giữ chức Bộ trưởng Ngoại giao, thủ tướng (và quyền thủ tướng) năm lần và là quyền tổng thống trong nhiệm kỳ thủ tướng cuối cùng của ông vào năm 1926. Ngô Bội Phu đã tự tay chọn ông làm quyền tổng thống để mở đường cho sự phục hồi của Tào Côn, và ông đã thiết lập dự kiến sẽ lập nội các  nhưng ông không thể nhậm chức do bị Trương Tác Lâm phản đối. Cuối cùng, khi Nhan Huệ Khánh nhận chức vụ của mình, ông lập tức từ chức và bổ nhiệm bộ trưởng hải quân Đỗ Tích Khuê làm người kế nhiệm.
Là một nhà ngoại giao kỳ cựu, ông là đại sứ đầu tiên của Trung Quốc tại Liên Xô, và là đại biểu của Hội nghị Hải quân Washington  và Hội Quốc Liên; ông cũng từng là nhà ngoại giao tới Đức, Thụy Điển, Đan Mạch, và cuối cùng là Hoa Kỳ,  nơi ông lên án cuộc xâm lược Mãn Châu của Nhật Bản. Trong Chiến tranh thế giới thứ hai, ông đã dịch và biên soạn Những câu chuyện về Trung Quốc cổ đại ở Hồng Kông khi bị Nhật Bản quản thúc vào năm 1942. Đầu năm 1949, ông đến thăm Mátxcơva và gặp gỡ Joseph Stalin, với hy vọng đàm phán một giải pháp trong Nội chiến Trung Quốc.
Sau khi thành lập Cộng hòa Nhân dân Trung Hoa vào năm 1949, ông đã chúc mừng chiến thắng của Mao Trạch Đông, trở thành Ủy viên Ủy ban Toàn quốc của Hội nghị Hiệp thương Chính trị Nhân dân Trung Quốc và ông cũng được bổ nhiệm làm Phó Chủ tịch Ủy ban Chính trị và Quân sự Hoa Đông.
Vào ngày 24 tháng 5 năm 1950, Nhan Huệ Khánh qua đời vì bệnh tim ở Thượng Hải ở tuổi 73. Mao Trạch Đông và Chu Ân Lai đều gửi lời chia buồn. Ông đã sống sót nhờ vợ và sáu đứa con.